# Лаэ (атолл)
Ла́э (марш. Lae [lʲæ͡ɑɑ̯ɛ̯ɛɛ̯], англ. Lae) — атолл из 20 островков в Тихом океане в составе цепи Ралик (Маршалловы Острова). Площадь сухопутной части составляет 1,45 км², но прилегающая к нему лагуна имеет площадь 17,7 км².

## Население
В 2011 году численность населения атолла составляла 347 человек.